# イオシフ・ヴォロヴニク
イオシフ・アブラモヴィチ・ヴォロヴニク（ロシア語: Иосиф Абрамович Воловник, ラテン文字転写例: Iosif Abramovich Volovnik, 1915年7月2日 - 没年不詳）は、ソビエト連邦出身のトランペット奏者。
バフムートの生まれ。1929年からモスクワ音楽院でミハイル・タバコフにトランペットを師事。1931年からモスクワ芸術座のトランペット奏者を務め、1935年から1937年までモスクワ・フィルハーモニー管弦楽団の首席トランペット奏者になった。1937年からまでボリショイ劇場の首席トランペット奏者に転任したが、1949年にモスクワ・フィルハーモニー管弦楽団の首席奏者に戻り、1959年までその任に当たった。1945年から1949年までレニングラード音楽院でも教鞭をとった。